# Tingley Coliseum
Das Tingley Coliseum ist eine Mehrzweckhalle in Albuquerque, New Mexico.

## Geschichte und Nutzung
Die Veranstaltungsstätte wurde mit Spenden, die ab dem Jahr 1937 gesammelt wurden im Jahr 1957 konstruiert und ist eine Hommage an den Gouverneur Clyde Tingley. Insgesamt beliefen sich die Spendeneinnahmen auf mehr als 1,5 Millionen US-Dollar, was den Bau des Tingley Coliseum möglich machte. Ursprünglich wurde es als Rodeo und Reitwettkampfarena genutzt. Heute finden in dem Gebäude Basketball, Eishockey, Fußball und Boxwettkämpfe statt. Ebenfalls wird das Coliseum für Konzerte international erfolgreicher Musiker genutzt; so traten hier schon Eric Clapton, Elton John, Eric Church und Elvis Presley auf. Insgesamt fasst die Arena 11.571 Besucher.